# SKEMA Business School
SKEMA Business School is een Franse businessschool die over 7 campussen beschikt: in Rijsel, Suresnes, Sophia Antipolis, Raleigh, Suzhou, Belo Horizonte en Kaapstad. De school is in 2009 opgericht en betreft een fusie tussen de CERAM Business School en de Ecole Supérieure de Commerce (ESC Lille School of Management). In 2015 werd het erkend als een Grande école. In 2020 is een samenwerking aangegaan met de universiteit van Nanking om in Suzhou een gezamenlijke opleiding op te starten.
De programma’s van de school zijn geaccrediteerd door de 3 internationale labels die de kwaliteit van de geboden opleidingen garanderen: AMBA, EQUIS, and AACSB.